# David Saavedra
David Saavedra (Pontevedra, Galícia⁣; 16 de juliol de 1981) és un escriptor, militar i exmembre de grups nacionalsocialistes espanyols que ha col·laborat en múltiples programes televisius.

## Trajectòria en grups neonazis

### Inicis
Als 15 anys es va interessar a la Segona Guerra Mundial i va ser allà quan es va començar a radicalitzar, també va començar a entrar a xats i fòrums d'extrema dreta. Als 16 anys pensava que tot era una “conspiració de poders jueus” i la seva missió era lluitar contra ells.

### Resistència Ària
Va formar part de Moviment de Resistència Ària, una web que va arribar a ser la més visitada dins de la seva ideologia i gènere. La Veu de Galícia va dedicar un article a aquest petit grup en què afirmava que era una organització perillosa amb vincles amb el Ku Klux Klan i que es finançava amb el tràfic d'armes. Això no va fer més que donar a David més raons per al seu negacionisme i radicalisme.

### Aliança Nacional
Es va afiliar el 2012 al partit Alianza Nacional, l'únic a Espanya que es definia com a nacionalsocialista i motivat per les idees d'⁣Amanecer Dorado. Mentre hi militava, va planejar juntament amb altres membres de l'organització atacar el president del partit, Pedro Pablo Peña, a qui culpaven del fracàs de les seves idees i de l'organització en general. En la seva estada al partit va crear La España en Marcha.
Durant aquesta etapa va ser el cap de propaganda del partit i l'encarregat de dissenyar les campanyes electorals.

## Procés d'abandó de les idees neonazis i vida actual
Va començar a deixar les idees neonazis en abandonar Aliança Nacional després d'haver conegut un home anomenat Miguel, a qui havia confós amb un neonazi en un fòrum. Al cap de diversos mesos parlant aquest home li va enviar una adaptació d'⁣El capital de Karl Marx. El va llegir i va aflorar en ell l'esperit crític, cosa que va provocar que comencés a qüestionar-se sobre les seves idees que creia. Fins que va començar a distanciar-se d'aquests cercles ideològics.
Actualment, la seva activitat se centra a donar entrevistes i xerrades de forma altruista a col·legis en instituts per evitar que altres joves caiguin en moviments radicals de qualsevol mena.

## Llibres
En el procés de sortida de la ideologia neonazi va començar a escriure el seu llibre que va publicar quatre anys després.
- Saavedra, David. Memorias de un exnazi. Primera edición.  [Barcelona: Pengin Random House Grupo Editorial], 2021. ISBN 978-84-666-6960-3.
- Después de Sury (en procés d'escriptura)